# Гальфдан II та Еовілс
Гальфдан II та Еовілс (дан. Eowils, Halfdan; ? —910) — співкоролі Йорвіку у 902—910 роках.

## Життєпис
Походили з роду Рагнара Лодброка. Були синами Гаральд, напевне онуками або іншими родичами короля Гальфдана I. У 902 році після загибелі короля Етельвальда Гальфдана разом з братами Еовілсом та Іваром обрано співкоролями Йорвіку.
Спільно з Еовілсом та Іваром поставив за мету відновити потугу Йорвіку, встановити повну владу над Мерсією. Протягом усього володарювання здійснював походи проти володінь англосаксів. У 909 році Йорвік зазнав важкого нападу з боку короля Едуарда Старшого. У 910 році уклав союз з королівством Гвінед щодо спільних дій проти королівства Вессекс. У вирішальній битві при Тетенголлі війська данів зазнали поразки, а Гальфдан II та Еовілс загинули, також імовірно було вбито короля Івара. Наступним королем обрано родича полеглих Рагнальда I.